# ژان-لوئی ریشار
ژان-لوئی ریشار (فرانسوی: Jean-Louis Richard‎; ۱۷ مهٔ ۱۹۲۷ – ۳ ژوئن ۲۰۱۲) یک هنرپیشه، کارگردان فیلم و فیلم‌نامه‌نویس اهل فرانسه بود.
از فیلم‌ها یا برنامه‌های تلویزیونی که وی در آن نقش داشته است می‌توان به ازنفس‌افتاده، سوان عاشق، حرفه‌ای، آخرین مترو، طعمه، شوک، فورت ساگان و یادت نرود داری می‌میری اشاره کرد.